# Nuoto ai Giochi della XV Olimpiade - 100 metri dorso femminili
La competizione 100 metri dorso femminili di nuoto dei Giochi della XV Olimpiade si è svolta nei giorni 29 e 31 luglio 1952 allo stadio olimpico del nuoto di Helsinki.

## Programma
| Data           | Round      | Note                           |
| -------------- | ---------- | ------------------------------ |
| 29 luglio 1952 | 3 Batterie | I migliori 8 tempi alla finale |
| 31 luglio 1952 | Finale     |                                |

## Risultati

### Batterie
| Pos. | Atleta            | Nazione       | Tempo  | Posizione finale |
| ---- | ----------------- | ------------- | ------ | ---------------- |
| 1    | Geertje Wielema   | Paesi Bassi   | 1'13"8 | 1                |
| 2    | Jean Stewart      | Nuova Zelanda | 1'16"0 | 4                |
| 3    | Margaret McDowall | Gran Bretagna | 1'17"5 | 6                |
| 4    | Barbara Stark     | Stati Uniti   | 1'17"9 | 8                |
| 5    | Gerda Olsen       | Danimarca     | 1'20"1 | 14               |
| 6    | Anneli Haaranen   | Finlandia     | 1'21"7 | 15               |

| Pos. | Atleta                       | Nazione     | Tempo  | Posizione finale |
| ---- | ---------------------------- | ----------- | ------ | ---------------- |
| 1    | Hendrika van der Horst       | Paesi Bassi | 1'17"0 | 5                |
| 2    | Gertrud Herrbruck            | Germania    | 1'17"8 | 7                |
| 3    | Mary Freeman                 | Stati Uniti | 1'18"0 | 9                |
| 4    | Edith de Oliveira            | Brasile     | 1'20"0 | 13               |
| 5    | Lenora Fisher                | Canada      | 1'22"9 | 17               |
| 6    | Irena Milnikiel              | Polonia     | 1'25"5 | 19               |
| 7    | Doris Gontersweiler-Vetterli | Svizzera    | 1'26"5 | 20               |

| Pos. | Atleta             | Nazione       | Tempo  | Posizione finale |
| ---- | ------------------ | ------------- | ------ | ---------------- |
| 1    | Joan Harrison      | Sudafrica     | 1'14"7 | 2                |
| 2    | Joke de Korte      | Paesi Bassi   | 1'15"8 | 3                |
| 3    | Pauline Musgrave   | Gran Bretagna | 1'19"6 | 10               |
| 4    | Magdolna Hunyadfy  | Ungheria      | 1'19"6 | 10               |
| 5    | Coralie O'Connor   | Stati Uniti   | 1'19"7 | 12               |
| 6    | Margareta Westeson | Svezia        | 1'22"7 | 16               |
| 7    | Erna Herbers       | Germania      | 1'23"1 | 18               |

### Finali
| Pos.    | Atleta                 | Nazione       | Tempo  |
| ------- | ---------------------- | ------------- | ------ |
| Oro     | Joan Harrison          | Sudafrica     | 1'14"3 |
| Argento | Geertje Wielema        | Paesi Bassi   | 1'14"5 |
| Bronzo  | Jean Stewart           | Nuova Zelanda | 1'15"8 |
| 4       | Joke de Korte          | Paesi Bassi   | 1'15"8 |
| 5       | Barbara Stark          | Stati Uniti   | 1'16"2 |
| 6       | Gertrud Herrbruck      | Germania      | 1'18"0 |
| 7       | Margaret McDowall      | Gran Bretagna | 1'18"4 |
| -       | Hendrika van der Horst | Paesi Bassi   | Squal. |